# 南戈爾登瓦利 (北達科他州)
南戈爾登瓦利（英語：South Golden Valley）是位於美國北達科他州戈爾登瓦利縣的一個未組織地區。

## 地方資料
南戈爾登瓦利的面積為184.93平方千米，當中陸地面積為184.30平方千米，而水域面積為0.62平方千米。根據2010年美國人口普查的數據，當地共有人口10人，而人口密度為每平方千米0.05人。